# Arrivederci ragazzi (romanzo)
Arrivederci ragazzi (Au revoir les enfants) è un romanzo del 1993, primo libro scritto da Louis Malle. È il romanzamento del film omonimo del 1987 che è stato premiato con il Leone d'oro nello stesso anno. Il romanzo è stato scritto cinque anni  dopo il film.

## Ambientazione
Il libro è ambientato nella Francia occupata dai nazisti, in un collegio retto dai Carmelitani presso un paese non lontano da Parigi. L'anno è il 1944, il più duro della seconda guerra mondiale.

### Trama
Il libro inizia con l'arrivo in collegio di tre ragazzi che più tardi verranno accolti dal direttore, padre Jean, visto che (si scoprirà alla fine) sono ebrei in cerca di rifugio dopo che le loro famiglie sono state catturate e portate nei campi di concentramento nazisti. Uno di questi è Jean Bonnet. L'altro protagonista è Julien Quentin, ragazzo di ricca famiglia francese borghese, che si trova con il fratello François nell'istituto perché i genitori hanno deciso di non far sentire su di loro il peso della guerra che avrebbe potuto influire sui loro studi. Spesso le lezioni vengono sospese a causa del suono dell'allarme che segnala i possibili bombardamenti. Nell'edificio manca l'acqua calda e quindi si aspetta con gioia il giorno della settimana in cui i ragazzi vengono accompagnati ai bagni pubblici. Il punto più bello del racconto si ha quando gli insegnanti organizzano la tradizionale caccia al tesoro nel bosco, che durava fino a tarda sera, ma al ritorno Julien e Jean, diventati nel frattempo amici, si attardano e si perdono. Nel loro incamminarsi si imbattono in una pattuglia tedesca che, tra la paura dei due, li carica a bordo per poi riportarli al collegio. Al loro ritorno, a parte gli ovvi e già previsti rimproveri dei professori, trovano tutti i loro compagni che li accolgono da eroi. E così siamo arrivati alla prima domenica e tutti si apprestano ad ascoltare la messa, ma quella mattina durante la funzione accade qualcosa di fantastico: Padre Jean, commentando la lettura, calca la mano sulla prepotenza della ricchezza e sulla vergogna della persecuzione degli ebrei in un'arringa che porta i tre giudei alla commozione. Ovviamente qualcuno non gradisce per niente, ma finalmente si riesce a distinguere la brutta personalità del padre rettore. "Guardai Jean e i suoi amici in fondo: mi sembrò che nascondessero a stento la vergogna. Poco dopo successe un fatto incredibile. Era il momento della comunione. [...] Io aspettavo il mio turno in seconda fila e cercavo di concentrarmi, quando sussultai vedendo Jean che si inseriva tra me e il mio vicino." Ma improvvisamente accade l'impensabile. Un gruppo di soldati dello Stato, tra i quali anche Joseph (un ragazzo che lavora nelle cucine del collegio), che da quel che si capisce ha fatto la spia per vendetta dopo Il licenziamento dal suo lavoro dopo essere stato scoperto a rivendere al mercato nero provviste rubate nel collegio, piomba nell'edificio in cerca dei tre ragazzi ebrei e di un professore anch'egli di religione ebraica. La storia finisce con il loro arresto benché inutilmente tentino una fuga, ma con essi viene arrestato anche padre Jean, sospettato di sostenere la resistenza. La scena finale è lo sguardo dei due ragazzi che si incontra per l'ultima volta, mentre il gruppo con i soldati si allontana e padre Jean grida con calma agli studenti impietriti: Arrivederci ragazzi.
Sappiamo che poi i tre ragazzi ebrei, compreso Jean (il cui vero cognome non era affatto Bonnet, ma Kippelstein), morirono ad Auschwitz quello stesso anno, mentre padre Jean morì al campo di concentramento di Mauthausen in data incerta. Il collegio riaprì solo nell'ottobre 1944.
- La storia si svolge durante la Seconda guerra mondiale. Julien ritiene i suoi compagni noiosi ma viene attirato da un nuovo arrivato. Il nuovo arrivato Jean Bonnet è un ragazzo strano: è un ragazzo diverso, segreto, misterioso, sembra nascondere qualcosa, non studia il greco, non mangia carne di maiale e di notte recita strane preghiere.

## Edizioni in italiano
- Louis Malle, Arrivederci ragazzi, a cura di Ave Gagliardi per la versione italiana e di Paola Bertolino per le note e l'apparato didattico, S. l.: Archimede, 1993
- Fred Uhlman, La memoria: L'amico ritrovato; Louis Malle, Arrivederci ragazzi, a cura di Massimiliano Singuaroli, Milano: Edizioni scolastiche Bruno Mondadori, 2005
- Louis Malle, Arrivederci ragazzi, Lia Levi, Il segreto della casa sul cortile, a cura di Paola Ciabani, S.l.: Ed. scolastiche B. Mondadori, 2008
- Louis Malle, Arrivederci ragazzi, legge: Ballotta, Luisa, Feltre: Centro Internazionale del Libro Parlato, 2008